# Jüdischer Friedhof (Calbe)

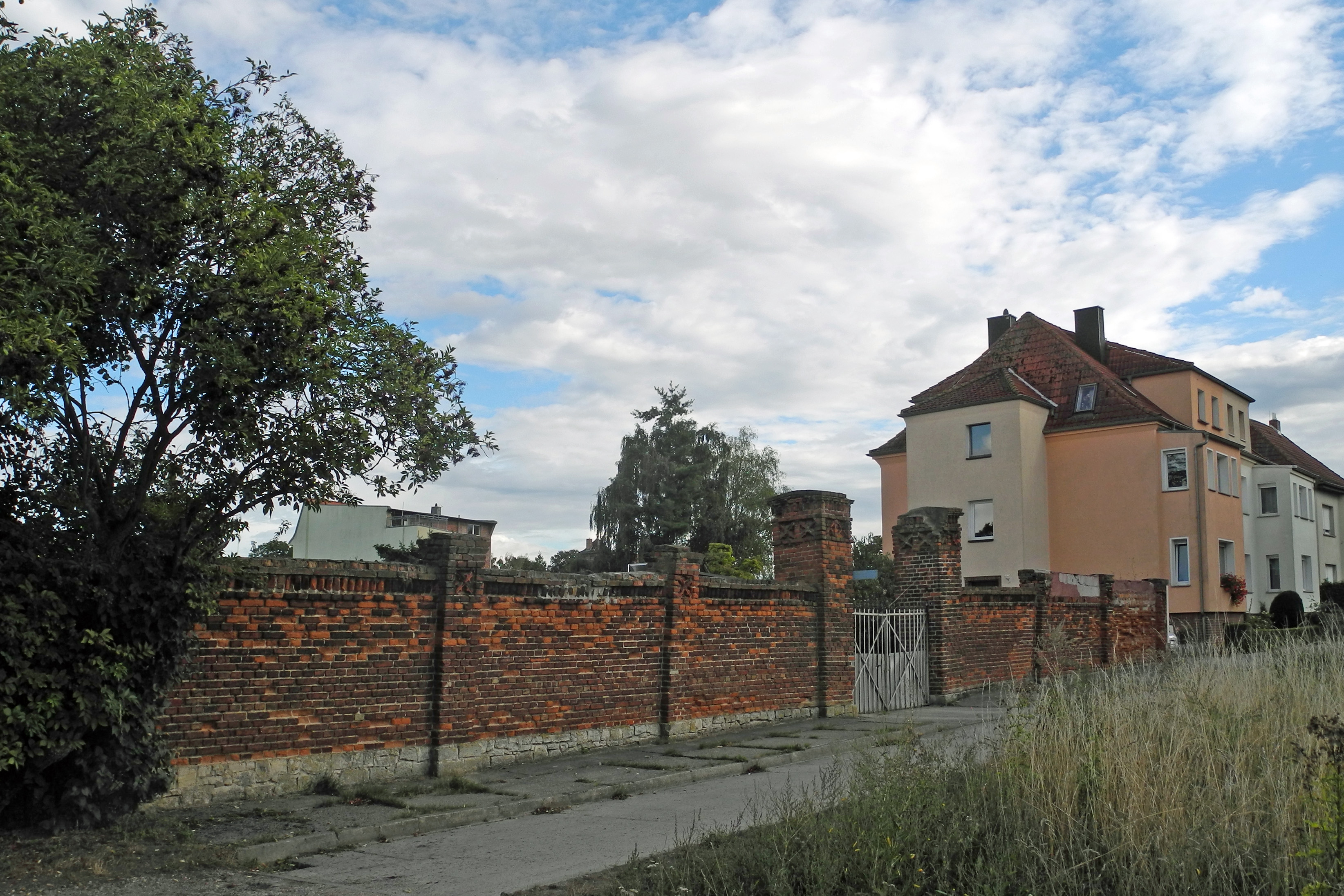
Der jüdische Friedhof in Calbe (2022)

Der Jüdische Friedhof Calbe liegt in Calbe, einer Stadt im Salzlandkreis in der Mitte Sachsen-Anhalts. Auf dem jüdischen Friedhof in der Arnstedtstraße – zwischen dem Wohnhaus Arnstedtstraße 14 und der Straße Hinter den Gärten – sind acht Grabsteine erhalten, die in einer engen Reihe in der Mitte des Grundstücks aufgestellt sind. Die Freifläche wird von einer benachbarten Gärtnerei genutzt.

## Geschichte
Die jüdische Gemeinde erwarb im Jahr 1862 von einem Landwirt ein 18 Ar großes Grundstück zur Anlage eines eigenen Friedhofes. Er erhielt eine hohe Backsteinmauer mit einem gusseisernen Gittertor. Knapp 50 Grabstätten wurden bis in die NS-Zeit angelegt. Im Jahr 1938 wurde der Friedhof verwüstet, die Grabsteine umgeworfen und zerschlagen. Nach 1945 wurde er – soweit möglich – wieder hergestellt.